# Olessya Kulakova
Olessya Kulakova (* 31. Januar 1977 als Olessya Skvortsova in Alma-Ata, Kasachische SSR) ist eine ehemalige kasachische und deutsche Volleyball-Nationalspielerin.

## Karriere
Olessya Skvortsova spielte als Jugendliche in ihrer Heimat bei ADK Alma-Ata und später bei Rossi Moskau. Sie hatte auch zwanzig Einsätze in der kasachischen Nationalmannschaft. 1997 wechselte die Mittelblockerin zum deutschen Bundesligisten Schweriner SC, mit dem sie viermal Deutscher Meister und einmal Deutscher Pokalsieger wurde. In den Kategorien „Block“ und „Angriff“ war sie von 1999 bis 2002 ununterbrochen in den Ranglisten des Deutschen Volleyballs vertreten. Anschließend spielte sie in Frankreich bei Racing Club Cannes und gewann hier 2003 und 2004 die Meisterschaft und den Pokal. Außerdem wurde sie 2003 Champions-League-Sieger. Nach Kurzeinsätzen in Italien bei Asystel Novara und Volley Padua spielte Olessya Kulakova von 2006 bis 2008 wieder beim Schweriner SC. Zum Abschluss ihrer Karriere war sie erneut in Frankreich bei Le Cannet Volley-Ball aktiv.
Olessya Kulakova erhielt 2001 die deutsche Staatsbürgerschaft und spielte bis 2006 auch in der deutschen Nationalmannschaft. Höhepunkte waren hier 2003 der Gewinn der Bronzemedaille bei der Europameisterschaft in der Türkei sowie 2004 die Teilnahme an den Olympischen Spielen in Athen.